# Fargo
Fargo er den største by i North Dakota, USA, og hovedby i Cass County. Byen havde pr. 2010 105.549 indbyggere. Fargo ligger på grænsen til Minnesota og udgør sammen med sin tvillingeby i denne stat, Moorhead, samt West Fargo i North Dakota og Dilworth i Minnesota byområdet Fargo-Moorhead, der har 208.777 indbyggere.
Fargo blev grundlagt i 1871 og er knudepunkt og økonomisk centrum for det sydøstlige North Dakota og det nordvestlige Minnesota. Byen er samlingspunkt for kulturelle aktiviteter, handel, produktionsvirksomhed, sundhed og uddannelse for regionen. North Dakota State University ligger i byen.

## Historie
Stedet, hvor byen nu ligger, var i anden halvdel af det 18. århundrede et stoppested for dampskibene, der sejlede ned ad Red River. Da byen blev grundlagt, hed den i første omgang "Centralia", men blev senere omdøbt til Fargo efter lederen af North Pacific Railway og grundlæggeren af Wells Fargo, William Fargo, der døde i 1881. Med jernbanens anlæggelse kom der økonomisk vækst i byen, der snart blev kendt som "Porten til Vesten".
I 1893 blev byen hærget af en voldsom brand, der ødelagde 31 blokke i centrum af byen. Men det ødelagte blev lynhurtigt erstattet, og inden der var gået et år, var der opført 246 ny bygninger. Et par år forinden, i 1890, var North Dakota State Agricultural College blevet grundlagt; denne blev i 1960 opgraderet til universitet som North Dakota State University.
Med opfindelsen af bilen blomstrede bilfremstillingen, og også i Fargo fandtes der i begyndelsen af det 20. århundrede bilproduktion. Byens blomstring fandt for alvor sted i årene efter anden verdenskrig, hvor man begyndte at tale om Fargo-Moorhead. En voldsom tornado i 1957 hærgede en del af det nordlige af Fargo, men betød kun et midlertidigt stop i byens udvikling, der med anlæggelsen af to interstate-veje fik bedre transportmuligheder og dermed bedre adgang til handel mm. med andre byer mod syd og vest. Anlæggelsen i 1972 af et stort butikscenter, hvor de to interstate-veje krydser hinanden, har medført, at meget handel efterhånden er flyttet fra byens centrum mod sydvest.
I de senere år har en række store virksomheder oprettet betydelige afdelinger i Fargo, fx Microsoft og Nokia. Det har haft en positiv indflydelse på beskæftigelsen, og arbejdsløshedsandelen i Fargo-Moorhead har siden slutningen af 1990'erne været en af de laveste blandt de større byområder i USA. Sammen med en ret lav kriminalitet og overkommelige boligpriser har det fået magasinet Money til gentagne gange at udnævne Fargo blandt de mest attraktive byer i landet, blandt andet som nummer tre i 2009 på listen over de mindre storbyer til at starte nye virksomheder.

## Geografi
Fargo ligger på den vestlige bred af Red River of the North i et relativt fladt område, der kendes som Red River Valley. Den blev dannet i forbindelse med tilbagetrækningen af Lake Agassiz, en smeltevandssø der blev afdrænet for omkring 9.300 år siden. De aflejringer, der blev tilbage efter denne sø, har gjort dalen og landet omkring Fargo til et af de mest frugtbare til landbrugsproduktion i verden. De første vestlige bosættere i området kaldte af den grund dalen for en ny "Paradisets have".
I de senere år har Fargo været stillet over for den udfordring, at vandstanden i Red River er stigende. Floden løber nordpå og ud i Lake Winnipeg i Canada, og på sin vej fra de forskellige udspring på selve floden og dens bifloder kommer der efterhånden mere og mere smeltevand, der forårsager oversvømmelser. Kraftige snefald har givet særlig høj vandstand i 1997 og 2009, hvor man dog ved dæmningsbyggeri har haft held til at undgå alvorlige skader på byen. Ved vandstande på omkring 9 meter over normalen træder et øget beredskab i kraft, og her lukkes en række veje nær floden samt nogle af broerne mellem Fargo og Moorhead.
Klimaet i byen er fastlandsklima med relativt høje nedbørsmængder. Vintrene er lange, kolde og blæsende med temperaturer under frysepunkter i gennemsnit 48 nætter om året, gående ned til -20 °C, og med en årlig samlet snefaldsmængde på 117 cm. Forår og efterår er korte og meget afvekslende i vejret, mens somrene er varme med forekomster af kraftige tordenvejr og temperaturer på 30 °C og derover henved et par uger årligt. Nedbørsmængden er på 538 mm, der primært falder i de varmeste måneder.

## Demografi
Fargo har en overvældende majoritet af hvide amerikanere med over 94 % af den samlede befolkning. Disse stammer i stor udstrækning fra europæiske indvandrere, i særlig grad tyskere (40,6 %), nordmænd (35,8 %), irere (8,6 %), svenskere (6,5 %) og englændere (5,2 %).

## Byen i kulturen
I 1996 havde brødrene Coens film Fargo premiere. Byen forekommer kun perifert i filmen, der egentlig handler om byen Brainerd i Minnesota, men Coen-brødrene fandt, at "Fargo" lød bedre end "Brainerd". Filmen modtog en række priser, herunder to Oscars, Oscar for bedste kvindelige hovedrolle til Frances McDormand og Oscar for bedste originale manuskript til brødrene Coen.